# Desa Karanggedang (administrativ by i Indonesien, lat -7,56, long 109,87)
Desa Karanggedang är en administrativ by i Indonesien.   Den ligger i provinsen Jawa Tengah, i den västra delen av landet, 400 km öster om huvudstaden Jakarta.